# Julius Zeyer

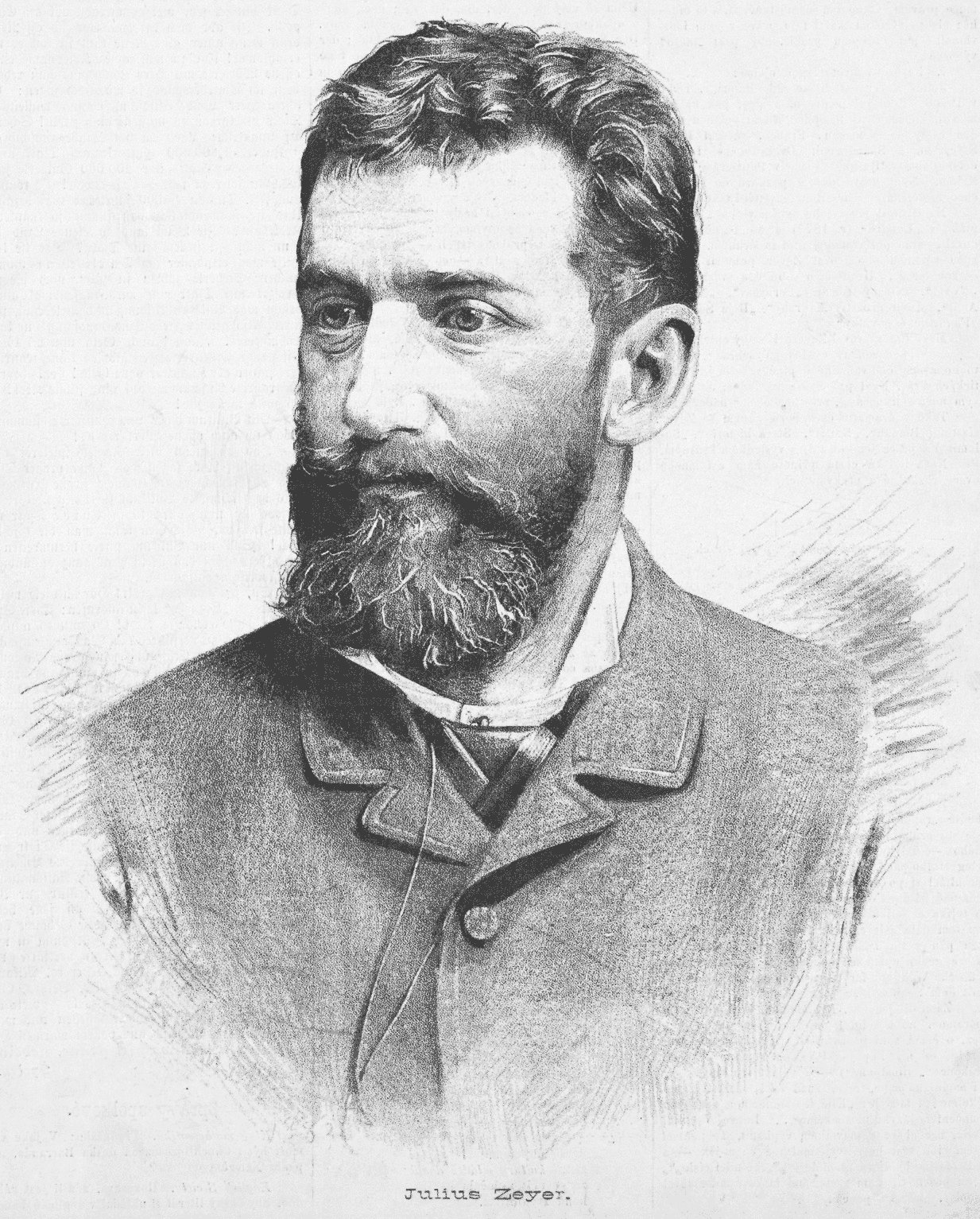
Julius Zeyer (1883).

Julius Zeyer (26 de abril de 1841, Praga – 29 de janeiro de 1901, Praga) foi um escritor romancista checo, poeta e dramaturgo.

## Obra

### Prosa
- Fantastické povídky - romance fantastico
- Ondřej Černišev – romance
- Román o věrném přátelství Amise a Amila – romance fantastico com fundo mitologico
- Jan Maria Plojhar - Giovanni Maria Plojhar, romance social de 1891
- Tři legendy o krucifixu , de 1895
- Trojí paměti Víta Choráze – conto
- Radúz a Mahulena - drama cênico
- Dům U tonoucí hvězdy – conto dramático
- Báje Šošany
- Stratonika a jiné povídky
- Maeldunova výprava

### Poesia
- Vyšehrad – sobre a história da Checoslováquia
- Čechův příchod – sobre a história da Checoslováquia
- Zpěv o pomstě za Igora
- Karolínská epopej – Epopea carolingia, de 1887-1896
- Kronika o sv. Brandanu
- Z letopisů lásky
- Ossianův návrat

### Teatro
- Legenda z Erinu
- Libušin hněv
- Šárka
- Neklan
- Radúz a Mahulena